# チョーラの戦い
チョーラの戦い（チョーラのたたかい）は、2007年6月15から19日にアフガニスタンのウルーズガーン州チョーラ（人口3000）の町中や周辺で行われた戦いである。

## 概要
ターリバーンはチョーラの北にあるギザーブ郡を占拠しており、ギザーブ郡から州都ターリンコートに向かうための戦術的な要地としてチョーラを必要としていた。ターリバーンはチョーラ郡の中心地を奪取するために国際治安支援部隊（ISAF）やアフガニスタン国軍を攻撃した。いくつかの報道によると、この戦いは2007年にアフガニスタン国内でターリバーンが行った最大規模の攻勢であり、アメリカ兵1人やオーストラリア兵1人、オランダ兵2人、アフガニスタン兵16人、市民約58人、ターリバーン71人が死亡した。

## 前兆
ウルーズガーン州は隣接するカンダハール州やヘルマンド州などと同じく、ターリバーンの中核をなすパシュトゥーン部族の伝統的な本拠地の1つである。2006年8月、オーストラリア軍が州内のISAF任務をアメリカ軍から引き継いだ。その結果、州都ターリンコートやその他の基地の地方復興チーム（PRT）は150人のアメリカ軍から1400人のオランダ兵になり、オランダ軍指揮下のオーストラリア軍やアフガニスタン国軍の数個大隊、その他のNATO軍などが州内の治安維持にあたる事になった。ウルーズガーン州はオランダの3分の2の面積を持つ広大な州である。当初オランダ軍は定期パトロールを行う地域の治安を維持しようとしたが、ターリバーンの復活後は「インクのしみ政策」に戻り、州内の3つの人口密集地にだけ注意を集中し、他の地域をターリバーンに委ねてしまった。当時、チョーラの町は100人のアフガニスタン人の警察官が守っていた。またオランダ軍はアメリカ軍が始めた民間建設プロジェクトを引き継いで、チョーラの町で学校・モスク・橋などを建設しており、チョーラの町にはオランダ陸軍歩兵連隊のラリー・ハーマス大尉（Larry Hamers）が率いる60人のオランダ軍部隊が展開していた。

## 戦闘

### 6月15日（金）
6月15日の夜、チョーラの近くで何件かの銃撃があった。その日の朝、オランダ軍の陸上護送船団がターリンコートで自爆攻撃を受け、オランダ軍のティモ・スミヒューイゼン（Timo Smeehuijzen）や何人かのアフガニスタン市民が死亡した。

### 6月16日（土）
A-10サンダーボルトIIがチョーラに向かっている60人の集団を発見した。A-10はチョーラのオランダ軍に連絡したが、所属や意図が不明だったため攻撃しなかった。その少し後で、チョーラからターリンコートに向かう道路沿いの3箇所の警察の検問所（カラ・カラ、ニアージ、サラーブ）が、多数のターリバーン兵から組織的な攻撃を受けた（オランダでは800人と報道されたが、多すぎるので確認はできない）。チョーラのオランダ軍は3箇所の検問所の支援に向かった。ターリバーンはサラーブ検問所を占領して、検問所の指揮官の2人の兄弟を殺害した。捕まえられた警察官の妻は両手を切られ、警察官はその様子を見せられた後で首を刎ねられた。オランダ軍は午後にカラ・カラやニアージ検問所から撤退したので、ターリバーンが占領できる状態になった。
オランダ軍はチョーラ郡の近くの建物に再結集し、キャンプ・ホランドに居る自分達の指揮官ハンス・ファン・フリーンスフェン大佐（Hans van Griensven）から指示を受けた。フリーンスフェンは留まって戦うように命じた。ISAFの航空機が飛来してターリバーンを攻撃した。通称「カカ」や「サダム」と呼ばれるリーダーに率いられた30人のターリバンの義勇兵がカラエ・ラーグフ村（Qual Eh-Ye-Ragh）の農場に集結していると斥候が報告したので、1機のアパッチ・ヘリコプターが農場にヘルファイア・ミサイルを2発発射し、中に居たボスニアの義勇兵や市民を殺害した。地元部族の軍閥指導者ロジ・カーン（Rozi Khan）がターリバーンから寝返って、150人から200人の部下をチョーラの防衛に回すと申し出た。後で裏切るかもしれないカーンの部下達に武器を渡すことは躊躇われたが、オランダ軍やチョーラの町の指導者達はカーンの申し出をしぶしぶ受け入れた。ターリンコート近くのキャンプ・ホランドに居たオランダ軍とオーストラリア軍はロブ・クエーリドー中佐（Rob Querido）の指揮でチョーラに移動した。オーストラリア軍はバルーチー谷（Baluchi）に展開し、幹線の安全を確保した。同日、アメリカ軍の車両がターリンコートでRPG攻撃を受けて、ロイ・P・ルーセイダー軍曹（Roy P. Lewsader）が死亡した。

### 6月17～18日（日・月）
17日～18日に掛けて、オランダ軍の増援部隊がキャンプ・ホランドやデフ・ラーウド郡の第2キャンプから到着し、チョーラのオランダ軍は500人に増加した。さらにチヌークヘリコプターで50人のアフガニスタン国軍の増援部隊もやってきた。居住地の大半を支配下に収めたターリバーンの兵士達は市民達に処刑されたくなければ一緒に戦うように強制した。ターリバーンは市民の住宅を防空壕につかったが、NATOの航空機は空爆を止めなかったので市民に死傷者が出た。戦闘が続くに従って、多数のターリバーンが殺害された。オランダ軍の6機のF-16sが飛来して、歩兵と看做された地上目標を爆撃した。16日～18日頃、チョーラ郡の裁判所に配置された81ミリ迫撃砲の装填中に爆発事故が起き、ヨス・ルーニースン曹長（Jos Leunissen）が死亡し、何人かのオランダ軍兵士が負傷した。

### 6月19日（火）
報道によると午前9時30分にNATOの指揮官からフリーンスフェン大佐に航空支援中のオランダ軍の6機のF-16sをそろそろ撤退させると連絡が入り、実際に短時間撤退したが10分後に再開した。午前10時、オランダ軍とアフガニスタン軍はロジ・カーンの民兵と協力して「トロイ作戦」を敢行して前進し、占領されていた3つの検問所を取り戻した。